# 1949 chez Disney
Cet article présente la liste des évènements de la Walt Disney Productions ayant eu lieu en 1949.

## Événements

### Janvier
- 9 janvier 1949, Sortie du film Danny, le petit mouton noir aux États-Unis[1]
- 14 janvier 1949, Sortie du Mickey Mouse Mickey et Pluto au Mexique[2]

### Février
- 11 février 1949, Sortie du Donald Duck Pile ou Farces[3]

### Mars
- 4 mars 1949, Sortie du Pluto Pluto's Surprise Package[4]

### Avril
- 8 juillet 1949, Sortie du Donald Duck Sea Salts[5]

### Mai
- 5 mai 1949, Lancement de la chaîne KGO-TV à San Francisco détenue et exploitée par ABC[6],[7]

### Juin
- 3 juin 1949, Sortie du Donald Duck Donald forestier[8]
- 24 juin 1949, Sortie du Pluto Pluto et le Bourdon[9]

### Août
- 5 août 1949, Sortie du Donald Duck Le Miel de Donald[10]
- 26 août 1949, Sortie du Dingo Dingo joue au tennis[11]

### Septembre
- 23 septembre 1949, Sortie du Dingo Dingo fait de la gymnastique[12]

### Octobre
- 1er octobre 1949, Création de la société Walt Disney Music Company[13]
- 5 octobre 1949, Sortie du film Le Crapaud et le Maître d'école aux États-Unis[14],[15],[16]
- 14 octobre 1949, Sortie du Donald Duck Jardin paradisiaque[17]

### Novembre
- 4 novembre 1949, Sortie du Pluto Sheep Dog[18]
- 25 novembre 1949, Sortie du Donald Duck Slide, Donald, Slide[19]

### Décembre
- 1er décembre 1949, Lancement de la chaîne KECA-TV à Los Angeles détenue et exploitée par ABC[20],[21] (depuis renommée KABC-TV)